# Jean-Luc Steinmetz
Pour les articles homonymes, voir Steinmetz.
Jean-Luc Steinmetz, né en 1940 à Tours, est un poète et critique littéraire français. 

## Biographie
Jean-Luc Steinmetz a fondé la revue TXT avec Christian Prigent.
Poète et ancien professeur à l’université de Nantes, spécialiste de la poésie du XIXe et du XXe siècle et aussi auteur, il a publié en 1989 les œuvres complètes de Rimbaud en trois volumes, aux éditions Garnier-Flammarion. Il a dirigé en 2010 la publication des œuvres complètes de Lautréamont dans la Bibliothèque de la Pléiade, puis en 2012 et en 2016 une partie de l'œuvre de Jules Verne en trois volumes dans la même collection.
Il a également signé une très minutieuse et détaillée préface de 36 pages,  pour une édition de Gaspard de la nuit d'Aloysius Bertrand au Livre de poche, le premier livre de poésie en prose dont Baudelaire lui-même se serait inspiré.

## Publications
- L’Écho traversé, poèmes, G. Chambelland, 1968; rééd. Le Castor astral et La Rivière échappée, 1995
- Paradis Artificiels de Charles Baudelaire, au Livre de Poche (contribution à la traduction) date de parution le 16/05/72
- La France frénétique de 1830, Phébus, 1978
- Le Champ d’écoute, essais critiques, La Baconnière, 1985
- Ni même, poèmes, Ubacs, 1986
- Pétrus Borel, un auteur provisoire, PUL, 1986
- D’hier, poèmes, La Rivière Echappée, 1989
- La Littérature fantastique, PUF, « que sais-je ? », 1990
- Aujourd’hui de nouveau, poésies, Ubacs, 1990 ; puis publie.net, 2008
- La Poésie et ses raisons. Rimbaud Mallarmé Breton Artaud Char Bataille Michaux Ponge Tortel Jaccottet, essais critiques, José Corti, 1990
- Arthur Rimbaud, une question de présence, Tallandier, 1991, 4e édition, 2009 ; Prix d’Académie de l'Académie française 1992
- Chute libre dans le matin, poèmes, Le Castor Astral, 1994
- André Breton et les surprises de l’Amour fou, Puf, 1994
- Signets, essais critiques sur la poésie du XVIIIe au XXe siècle, José Corti, 1995
- Le Mois de janvier, récit, le Castor Astral, 1996
- Stéphane Mallarmé. L’absolu au jour le jour, Fayard, 1998 ; Prix Henri Mondor 1999 de l'Académie française et prix Pierre-Georges-Castex de littérature française 1999 de l'Académie des sciences morales et politiques
- Les Femmes de Rimbaud, Zulma, 2000
- Les Réseaux poétiques, essais critiques, José Corti, 2000
- La Ligne de ciel, poèmes, Le Castor Astral, 2000
- N’Essences, proses, éditions Apogée et La Rivière Echappée, 2001
- Pétrus Borel – Vocation poète maudit, Fayard, 2002
- Jusqu’à, poésies, Le Castor astral, 2003
- Les temps sont venus, essais, éd. Cécile Defaut, 2006
- Courbet, essai, éd. Virgile, 2007
- Reconnaissances, éd. Cécile Defaut, 2008
- Le Jeu tigré des apparences, poèmes, Le Castor Astral, 2008 ; Grand prix de poésie à SGDL et prix Paul Verlaine 2009 de l'Académie française
- Tristan Corbière - Une vie à-peu-près, Éditions Fayard, 2011
- Le Dépositaire, poèmes, Le Castor Astral, 2011
- L'autre saison (sur Une Saison en Enfer d'Arthur Rimbaud), éd. Cécile Defaut, 2013
- Et pendant ce temps-là, suivi de Japon d'octobre, poèmes, Le Castor Astral, 2013
- 28 ares de vivre, poèmes, Le Castor Astral, 2019
- Ces Poètes qu'on appelle maudits, Genève, La Baconnière, coll. « Langages », 2020[3]
- Rimbaud de Clinchamps : trois saisons avec Arthur Rimbaud, L'Étoile des Limites, 2021